# Waters Brook
Waters Brook – strumień (brook) w kanadyjskiej prowincji Nowa Szkocja, w hrabstwie Pictou, płynący w kierunku południowo-zachodnim i uchodzący do Fox Brook; nazwa urzędowo zatwierdzona 22 marca 1926.